# Fagordbog
En fagordbog er en ordbog, som behandler terminologien inden for et eller flere fagområder. Fagordbøger findes i stigende grad som online-ordbøger på Internettet eller i elektronisk form, fx Dansk-Engelsk CISG-Ordbog og Den Danske Regnskabsordbog. Den disciplin, der beskæftiger sig med fagordbøger kaldes fagleksikografi, og er en gren af leksikografien.

## Forskellige typer fagordbøger
Man kan skelne mellem forskellige fagordbøger på mange måder. En fagordbog, som behandler mere end et fagområde, fx en erhvervsordbog, kaldes en flerfagsordbog; en fagordbog, som behandler et fagområde, fx en juridisk ordbog, kaldes en enkeltfagsordbog; og en fagordbog, som behandler en begrænset del af et fagområde, fx en kontraktretlig ordbog, kaldes en delfagsordbog.
Hvis fagordbogen tilsigter at dække flest mulige termer inden for et fagområde, kaldes den for en maksimerende ordbog, mens den betegnes som en minimerende ordbog, hvis den tilsigter at dække et begrænset udvalg af et fagområdes terminologi.
En monolingval fagordbog er en ordbog, der behandler et enkelt sprog, mens en bilingval fagordbog behandler to sprog.
En fagordbog er lavet til at opfylde en eller evt. flere funktioner. Det kan fx være en kommunikationsrelateret funktion, dvs. tekstforståelse, tekstproduktion, tekstrevision eller oversættelse af tekster. Det kan også være en vidensrelateret funktion, dvs. man har behov for at vide mere om et specielt emne eller mere generelt udbygge sin viden.

## Relevant litteratur
- Henning Bergenholtz og Sven Tarp (red.): Manual i fagleksikografi. Systime 1994.
- Sandro Nielsen: "Forholdet mellem alordbøger og enkeltfagsordbøger". I: R. V. Fjeld (red.): Nordiske studier i leksikografi. Nordisk forening for leksikografi 1992, 275-287.
- Sandro Nielsen: "Overvejelser angående det leksikografiske grundlag for en elektronisk bilingval regnskabsordbog", LexicoNordica 9-2002, 173-194.

## Fagordbøger
- Steen Hildebrandt (red.): Management Leksikon. Børsen 1995
- Sandro Nielsen: Engelsk-Dansk Juridisk Basisordbog. Munksgaard 1993.
- S. Nielsen/L. Mourier/H. Bergenholtz: Regnskabsordbogen. Dansk-Engelsk. Thomson 2004.
- S. Nielsen/L. Mourier/H. Bergenholtz: Regnskabsordbogen. Engelsk-Dansk. Thomson 2007.
- A. Lyng Svensson: Dansk-Engelsk Økonomisk Ordbog. Samfundslitteratur 1996.
- A. Lyng Svensson: Engelsk-Dansk Økonomisk Ordbog. Samfundslitteratur 1994.

## Online fagordbøger
- Dansk-engelsk juridisk ordbog (Dansk-Engelsk CISG-Ordbog) Arkiveret 7. juni 2004 hos  Wayback Machine
- Den Danske Regnskabsordbog Arkiveret 22. april 2004 hos  Wayback Machine
- Den Dansk-Engelske Regnskabsordbog Arkiveret 20. maj 2004 hos  Wayback Machine
- Dansk-Engelsk Musikordbog Arkiveret 19. maj 2012 hos  Wayback Machine
- Musikteoretisk Fagordbog Arkiveret 20. maj 2012 hos  Wayback Machine

## Relevante links
- (Webside ikke længere tilgængelig)
- Litteratur om fagordbøger Arkiveret 18. juni 2004 hos  Wayback Machine